# Dragon Ball: Raging Blast
Dragon Ball: Raging Blast (ドラゴンボール レイジングブラスト Doragon Bōru Reijingu Burasuto?) es un videojuego basado en el manga y anime de Dragon Ball que se lanzó al mercado en noviembre de 2009 al igual que Dragon Ball: Revenge of King Piccolo, para PlayStation 3 y Xbox 360. Fue desarrollado por Spike y distribuido por Namco Bandai en noviembre de 2009. A nivel gráfico y jugable se presentaba como un sucesor espiritual de los Budokai Tenkaichi de la pasada generación.
Incluyó novedades inéditas en el campo de batalla como la posibilidad de empotrar al rival en el escenario o los balanceos automáticos. Los entornos destructibles y la perspectiva 3D de los combates era clavada a los títulos previos. Cada personaje tenía su propia técnica personal, movimiento que debutó en este videojuego.

## Personajes de Dragon Ball
| Personajes              | Transformaciones | Transformaciones  | Transformaciones          | Transformaciones     | Transformaciones |  |
| ----------------------- | ---------------- | ----------------- | ------------------------- | -------------------- | ---------------- |  |
| Son Gokū                | Base             | Super Saiyajin    | Super Saiyajin 2          | Super Saiyajin 3     |                  |  |
| Son Gohan niño          | Base             |                   |                           |                      |                  |  |
| Son Gohan               | Base             | Super Saiyajin    | Super Saiyajin 2          |                      |                  |  |
| Gohan                   | Base             | Super Saiyajin    | Super Saiyajin 2          |                      |                  |  |
| Son Goten               | Base             | Super Saiyajin    |                           |                      |                  |  |
| Vegeta                  | Base             | Super Saiyajin    | Super Vegeta              | Super Saiyajin 2     |                  |  |
| Vegeta (Scouter)        | Base             |                   |                           |                      |                  |  |
| Vegeta Super Saiyajin 3 | Super Saiyajin 3 |                   |                           |                      |                  |  |
| Majin Vegeta            | Super Saiyajin 2 |                   |                           |                      |                  |  |
| Vegetto                 | Base             | Super Vegetto     |                           |                      |                  |  |
| Gogeta                  | Super Gogeta     |                   |                           |                      |                  |  |
| Gotenks                 | Base             | Super Saiyajin    | Super Saiyajin 3          |                      |                  |  |
| Trunks                  | Base             | Super Saiyajin    |                           |                      |                  |  |
| Trunks con armadura     | Base             | Super Saiyajin    | Super Trunks              |                      |                  |  |
| Trunks niño             | Base             | Super Saiyajin    |                           |                      |                  |  |
| Piccolo                 | Base             |                   |                           |                      |                  |  |
| Krilin                  | Base             |                   |                           |                      |                  |  |
| Ten Shin Han            | Base             |                   |                           |                      |                  |  |
| Chaozu                  | Base             |                   |                           |                      |                  |  |
| Yamcha                  | Base             |                   |                           |                      |                  |  |
| Videl                   | Base             |                   |                           |                      |                  |  |
| Raditz                  | Base             |                   |                           |                      |                  |  |
| Nappa                   | Base             |                   |                           |                      |                  |  |
| Ginyu                   | Base             |                   |                           |                      |                  |  |
| Recoome                 | Base             |                   |                           |                      |                  |  |
| Burter                  | Base             |                   |                           |                      |                  |  |
| Guldo                   | Base             |                   |                           |                      |                  |  |
| Jeice                   | Base             |                   |                           |                      |                  |  |
| Dodoria                 | Base             |                   |                           |                      |                  |  |
| Zarbon                  | Base             | Super Zarbon      |                           |                      |                  |  |
| Freezer                 | Primera Forma    | Segunda Forma     | Tercera Forma.            | Forma Final.         | 100 %            |  |
| Androide #16            | Base             |                   |                           |                      |                  |  |
| Androide #17            | Base             |                   |                           |                      |                  |  |
| Androide #18            | Base             |                   |                           |                      |                  |  |
| Androide #19            | Base             |                   |                           |                      |                  |  |
| Dr. Gero                | Base             |                   |                           |                      |                  |  |
| Cell                    | Primera forma    | Segunda forma     | Forma Perfecta            | Forma Súper Perfecta |                  |  |
| Majin Buu               | Base             |                   |                           |                      |                  |  |
| Super Buu               | Base             | Gotenks Absorbido | Gohan Absorbido           |                      |                  |  |
| Kid Buu                 | Base             |                   |                           |                      |                  |  |
| Bardock                 | Base             |                   |                           |                      |                  |  |
| Broly                   | Base             | Super Saiyajin    | Super Saiyajin Legendario |                      |                  |  |
| Broly Super Saiyajin 3  | Super Saiyajin 3 |                   |                           |                      |                  |  |